# Saint-Clément, Gard
Saint-Clément är en kommun i departementet Gard i regionen Occitanien i södra Frankrike. Kommunen ligger i kantonen Sommières som tillhör arrondissementet Nîmes. År 2022 hade Saint-Clément 347 invånare.

## Befolkningsutveckling
Antalet invånare i kommunen Saint-Clément
Referens:INSEE